# Prah
Prah so drobni, v zraku lebdeči delci s premerom, manjšim od 0,01 milimetra. 
Prah nastaja ob vetru od preperele zemlje in kamnin, ob zgorevanju (zlasti v industriji), z vpadanjem kozmične materije v zemeljsko atmosfero in podobno. Tudi pelod (»cvetni prah«) rastlin lebdi v zraku. Prah v človekovih bivališčih je večinoma sestavljen iz organskih snovi - poleg peloda so v njem še ostanki kože in las ljudi ter domačih živali, tekstilna in papirnata vlakna ter drobci drugih materialov v tem okolju.